# 第四屆十大電視廣告頒獎典禮
《第四屆十大電視廣告頒獎典禮》，主持為歐錦棠、林祖輝、尹天照，目的為表揚1997年播出的香港電視廣告，是1998年廣告界的盛事，當年焦點是廖偉雄及吳國敬作為表演嘉賓。

## 候選廣告名單
| 編號 | 候選廣告          |                    |
| ---- | ----------------- | ------------------ |
| 001  | 清泉純蒸餾水      | 友共情             |
| 002  | 數碼通            | 真的承諾之光影歲月 |
| 003  | 麥當勞            | 魚樂交響曲         |
| 004  | 匯豐銀行          | 金魚篇             |
| 005  | 佐丹奴            | 防皺斜褲           |
| 006  | Nike              | 我夢想             |
| 007  | 愛立信            | 父子篇             |
| 008  | 麥當勞            | 薯條的故事         |
| 009  | One2Free『自由2』 | 自由天地           |
| 010  | 益力多            | 教導弟弟           |
| 011  | 匯豐銀行          | 轉變篇             |
| 012  | 蜆殼石油          | 馬路之友           |
| 013  | 黃頁              | 閉門篇             |
| 014  | 數碼通            | 真的承諾之浪子雄心 |
| 015  | 益力多            | 孝敬嫲嫲           |
| 016  | 麥當勞            | 神奇韻律泳         |
| 017  | 愛立信            | 教師篇             |
| 018  | 地鐵              | 鶴篇               |
| 019  | 藍十字保險        | 看醫生篇           |
| 020  | 可口可樂          | 春風得意           |
| 021  | 數碼通            | 真的承諾之壯志柔情 |
| 022  | 麥當勞            | 深海尋寶           |
| 023  | 政府新聞處        | 加鹽加醋篇         |
| 024  | 匯豐銀行          | 的士篇             |
| 025  | 倍耐力            | 劉易斯             |
| 026  | 愛立信            | 邂逅篇             |
| 027  | 鐵達時            | 曼聯故事           |
| 028  | 嘉士伯            | 外星人             |
| 029  | 麥當勞            | 開心鴨仔團         |
| 030  | 和記新幹線        | 超越自我篇         |
| 031  | FedEx             | 波士篇             |
| 032  | 地鐵              | 新訊號篇           |
| 033  | 東方紅            | 發現篇             |
| 034  | 惠普              | 阿仔執房           |
| 035  | 愛立信            | 結婚篇             |
| 036  | 恆生銀行          | 賀年廣告           |
| 037  | 生力啤酒          | 新鮮觀點           |
| 038  | TCBY              | Fit Fat大比拼      |

## 得獎名單
- 最高榮譽大獎
  - 數碼通 ─ 真的承諾之壯志柔情

- 十大最受歡迎電視廣告
  - One2Free『自由2』─ 自由天地
  - FedEx ─ 波士篇
  - 東方紅 ─ 發現篇
  - 麥當勞 ─ 薯條的故事
  - 數碼通 ─ 真的承諾之壯志柔情
  - 數碼通 ─ 真的承諾之光影歲月
  - 益力多 ─ 教導弟弟
  - 蜆殼石油 ─ 馬路之友
  - 麥當勞 ─ 魚樂交響曲
  - 和記新幹線 ─ 超越自我篇[2]

- 最突出電視廣告男演員大獎
  - FedEx(波士篇) 醒目老闆 ─ 陳永輝

- 最有星味電視廣告女演員大獎
  - One2Free自由2(自由天地) ─ Gigi (鄭雪兒)

- 最受歡迎電視廣告男明星大獎
  - 和記新幹線 ─ 黎明[3]

- 最受歡迎電視廣告女明星大獎
  - 東方紅 ─ 李嘉欣[4]

- 我最喜愛明星廣告大獎
  - 數碼通─ 真的承諾之壯志柔情 (周潤發、夏文汐)

- 最受歡迎電視廣告歌曲大獎
  - 和記新幹線 ─ 只要為我愛一天

- 最受歡迎電視廣告故事大獎
  - 數碼通─ 真的承諾之光影歲月 (張學友、張同祖)